# Гао Ли
Гао Ли (кит. 高莉 или кит. 高力, род. 1982) — китайская киноактриса, дебютировавшая в кино в главной роли в совместном российско-китайском фильме-сказке «Волшебный портрет» кинорежиссёра Геннадия Васильева.

## Биография
Гао Ли родилась 16 июля 1982 года в уезде Гаочэн, провинции Хэбэй. Когда Гао была подростком, она получила первую популярность, приняв участие в телевизионном шоу в своём городе.
Училась в Пекинской киноакадемии.

## Фильмография

### Кино
- «Волшебный портрет» (1997) — Сяо Цин
- «冬冬的故事», реж. 崔小琴, роль：许老师
- «窑沟绝唱», реж. 顾晶, роль：姐姐春雁,  妹妹秋雁
- «洋山芋», реж. 范建会, роль：翠儿
- «申纪兰», реж. 李宝生, роль：二秀

### Телесериалы
- «汉武帝» («Ханьский император У-ди»), реж. Chen Jialin, роль：钩弋
- «陈云在临江», реж. 张玉中, роль：翠花
- «远去的村庄», реж. 扎张中一, роль：邓明玉
- «嘎达梅林» («Gada Meilin») (2010), реж. Chen Jialin, роль：萨仁
- «Chu Han Zhengxiong» (2012), реж. Chen Jialin, роль：青女

## Дополнительные факты
- Гао Ли оказалась незаслуженно обойдена вниманием, так как в интернете её часто путают с похожей на неё более старшей актрисой Джои Вон (Joey Wong), сыгравшей также похожую роль девушки-призрака Лип Сяо Цинь в более раннем фильме «Китайская история о призраках». Поэтому вместо Гао Ли в роли Сяо Цин в фильме «Волшебный портрет» ошибочно упоминается Joey Wong на таких сайтах, как imdb[5][6] и в самой Википедии.